# Marmelade (Artibonite)
Marmelade este o comună din arondismentul Marmelade, departamentul Artibonite, Haiti, cu o suprafață de 108,94 km2 și o populație de 34.609 locuitori (2009).